# Enslaved: Odyssey to the West
Enslaved: Odyssey to the West, també conegut simplement com a Enslaved, és un videojoc d'aventures i acció programat per la companyia Ninja Theory per a Namco Bandai Holdings, disponible per a les consoles PlayStation 3 i Xbox 360. Va ser llançat a nivell mundial a principis d'octubre de 2010.
El guió va ser a càrrec de l'escriptor i guionista Alex Garland.

## Argument
La història du al jugador 150 anys cap al futur, just després que una guerra mundial ha assolat tot el planeta Terra, destruint la major part de la raça humana. La naturalesa, guanya terreny i inunda de vegetació els vestigis que va deixar la humanitat, antigues ciutats i demés construccions. En aquest món postapocalíptic, encara hi sobreviuen alguns humans que han de fer front a d'altres supervivents, a la fauna així com als robots, coneguts com a "Mechs" que van sobreviure a la guerra i que encara segueixen les ordres d'aniquilar a tot ser viu que considerin hostil.

## Personatges
Els personatges principals són:
- Trip, amb la veu de l'actriu Lindsey Shaw.
- Monkey, amb la veu de l'actor Andy Serkis.
- Pigsy, amb la veu de l'actor Richard Ridings.